# Telamonia coeruleostriata
Telamonia coeruleostriata es una especie de araña saltarina del género Telamonia, familia Salticidae. Fue descrita científicamente por Doleschall en 1859.
Habita en Indonesia (Ambon).